# Pomnik Filopapposa
Pomnik Filopapposa – monumentalny rzymski pomnik nagrobny stojący na wzgórzu Muzejon naprzeciwko Akropolu w Atenach.
Wzniesiony w latach 114–116 marmurowy monument upamiętnia Gajusza Juliusza Antiocha Epifanesa Filopapposa, wnuka króla Kommageny Antiocha IV, konsula dodatkowego (consul suffectus) z roku 109 i archonta ateńskiego, który zasłużył się jako dobroczyńca miasta. Składa się z mauzoleum w formie sześcianu oraz wieńczącej go potężnej, dwupiętrowej fasady. Dolną część fasady zdobi płaskorzeźba przedstawiająca uroczystą procesję, w której Filopappos, w stroju konsularnym, jedzie w czterokonnym rydwanie. W części górnej znajdują się nisze z posągami Filopapposa i jego dziadka Antiocha IV. Nie zachowała się prawa część fasady, w której znajdował się posąg Seleukosa I Nikatora.
Pomnik wzmiankowany jest przez Pauzaniasza w jego Wędrówce po Helladzie (I,25,8). W 1436 roku Cyriak z Ankony wykonał jego szkic, wzmiankują go również przybywający do Aten XVI- i XVII-wieczni podróżnicy z Zachodu. W 1687 roku, podczas oblężenia Aten przez Wenecjan, pomnik został uszkodzony przez turecki pocisk. W XIX i XX wieku przeprowadzono prace archeologiczne w pobliżu monumentu, a sam zabytek został poddany szeregowi prac renowacyjnych.